# Kościół Niepokalanego Poczęcia Najświętszej Maryi Panny w Nowej Wsi Spiskiej

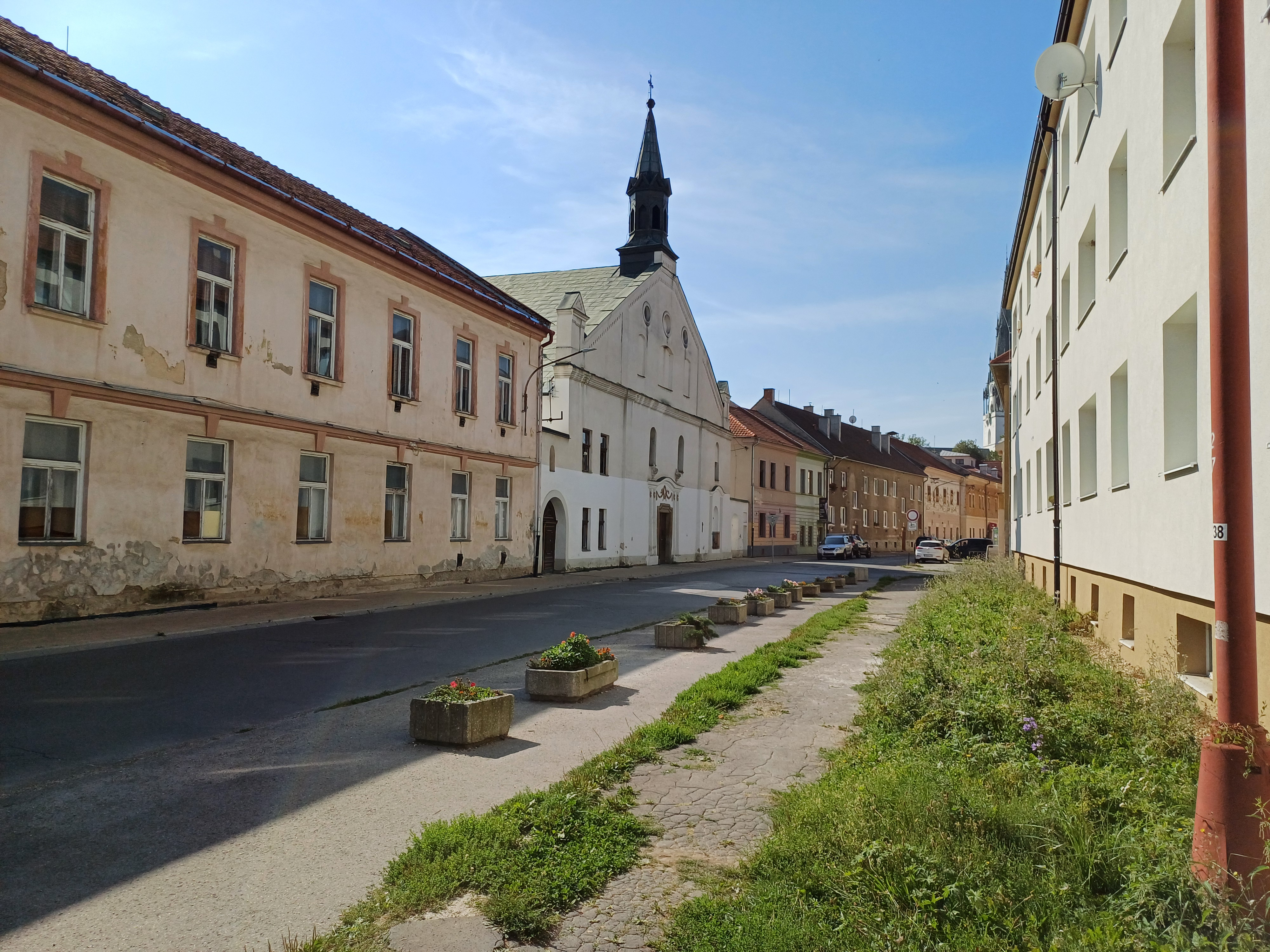
Kościół Niepokalanego Poczęcia Najświętszej Maryi Panny w Nowej Wsi Spiskiej

Kościół Niepokalanego Poczęcia Najświętszej Marii Panny (słow. Kostol Nepoškvrneného počatia Panny Márie) – rzymskokatolicki kościół w Nowej Wsi Spiskiej na Słowacji. Znajduje się na północ od Rynku, usytuowany w rzędowej zabudowie przy ul. Lewockiej (słow. Levočská ulica) nr 12. Jest drugim najstarszym kościołem w tym mieście. 

## Historia
Ponieważ - w odróżnieniu od kościoła farnego pw. Wniebowzięcia NMP, do którego uczęszczali przede wszystkim tutejsi Niemcy - do kościoła na ul. Lewockiej chodziła głównie ludność słowacka, dlatego też zyskał on z czasem nazwę „Kościoła Słowackiego” (słow. Slovenský kostol).
Pierwotnie w tym miejscu znajdowała się kaplica, pochodząca prawdopodobnie z XIV w. W latach 1727–1731 została ona rozbudowana do rozmiarów dzisiejszego kościoła według planów Jana Rossnera. Podczas kolejnej przebudowy z 1753 r. powstało m.in. barokowe sklepienie, a w latach 1869-1873 została dobudowana boczna kaplica. 

## Wyposażenie
Wyposażenie kościoła jest w większości barokowe. Ołtarz główny pochodzi z lat 1751-1752, lecz umieszczony w nim obraz jest z roku 1856. Boczne ołtarze pochodzą z lat 1884-1886 i są dziełem spiskonowowiejskiego rzeźbiarza Juliusa Fuhrmanna.